# Référendum constitutionnel australien de 2023
Le référendum constitutionnel australien de 2023 a lieu le 14 octobre 2023 afin de permettre à la population de se prononcer sur un amendement de la Constitution de l'Australie.
Projet phare du gouvernement du Premier ministre travailliste Anthony Albanese, l'amendement soumis au vote vise à créer un organe consultatif représentant les aborigènes d'Australie et les indigènes du détroit de Torrès auprès du Parlement et du gouvernement fédéral.
Très tôt désigné sous le nom de Voix des aborigènes et insulaires du détroit de Torrès (en anglais : Aboriginal and Torres Strait Islander Voice), cet organe est par la suite couramment surnommé « la Voix » (the Voice) au cours des débats.
L'amendement est rejeté par une large majorité des électeurs aussi bien au niveau national que dans chacun des six États du pays.

## Contexte

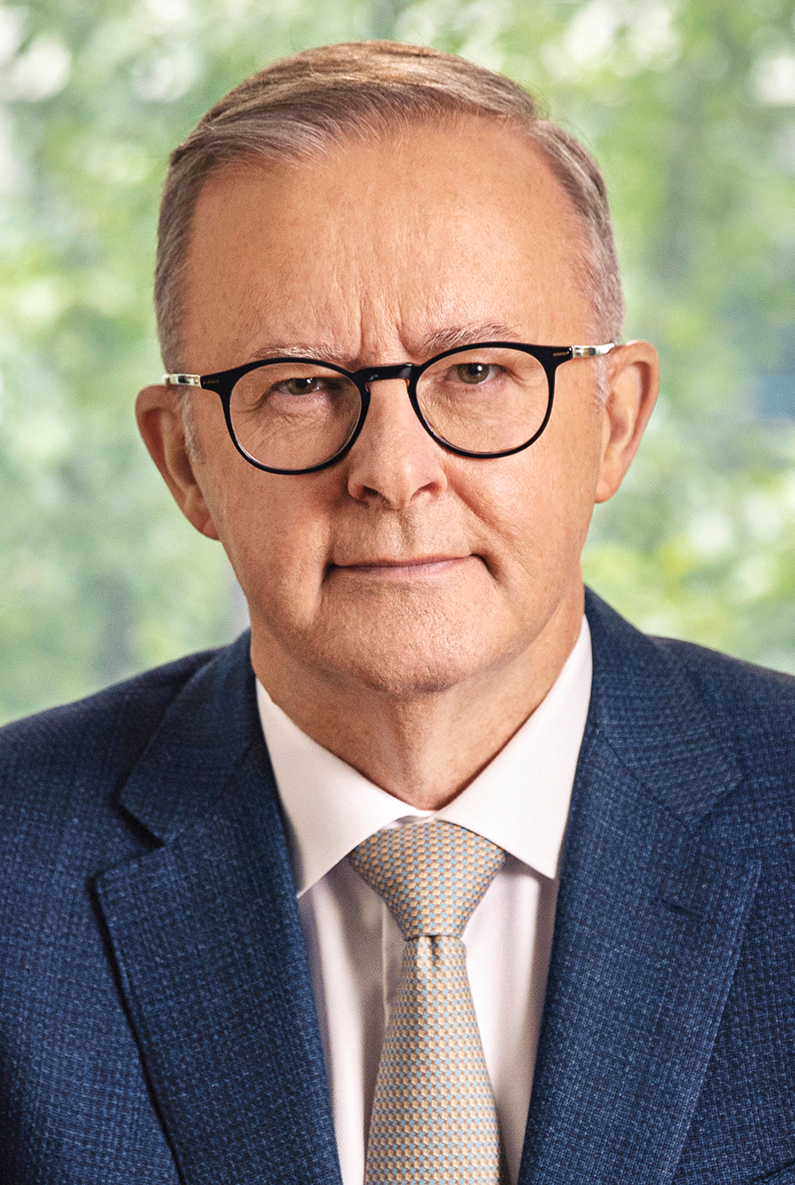
Anthony Albanese

En 2017, 270 délégués autochtones sont à l'origine de la déclaration d'Uluru, réclamant entre autres la mise en place d'un organe chargé de conseiller le Parlement sur les lois les concernant.
Les élections fédérales australiennes de 2022 aboutissent à une alternance avec la victoire du Parti travailliste mené par Anthony Albanese sur la Coalition libérale au pouvoir depuis neuf ans,. Anthony Albanese prête serment en tant que 31e Premier ministre le 23 mai. Lors de son premier discours post investiture, il réitère son intention d’organiser un référendum constitutionnel sur la création d'un tel organe représentatif des autochtones, l'une de ses promesses de campagne.
Début 2023, le gouvernement dévoile un avant projet d'amendement, qu'il prévoit de soumettre au vote populaire entre octobre et novembre 2023. Officiellement soumis au parlement le 30 mars suivant, l'amendement porte sur l'ajout à la constitution d'un chapitre IX, dont le contenu vise à créer un organe appelé Voix des aborigènes et insulaires du détroit de Torrès (Aboriginal and Torres Strait Islander Voice), et à le charger de représenter de manière consultative les aborigènes d'Australie et les indigènes du détroit de Torrès auprès du Parlement et du gouvernement fédéral dans les domaines les concernant. Enfin, l'amendement laisse au parlement le soin de rédiger la législation organisant la composition de cet organe,.

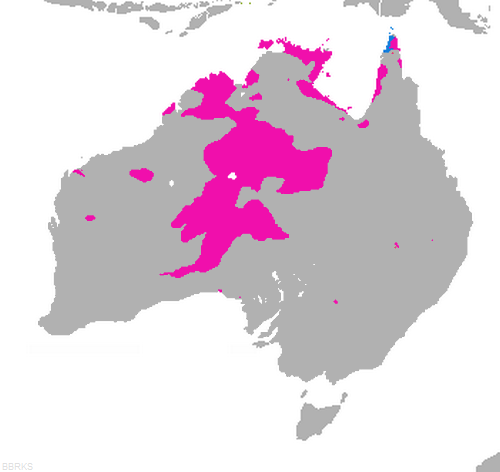
Régions où les autochtones d'Australie sont majoritaires :
Aborigènes
Indigènes du détroit de Torrès

Selon le projet de loi rédigé en parallèle, il devrait être composé de 24 membres élus au suffrage indirect par les membres de 35 organes aborigènes et indigènes locaux pour des mandats de quatre ans renouvelable une seule fois de manière consécutive — et renouvelé par moitié tous les deux ans — avec une stricte parité homme/femme. Sur ce total, deux membres seraient élus dans chacun des six États ainsi que dans le Territoire de la capitale australienne, le Territoire du Nord et les Îles du détroit de Torrès. A ces dix huit membres s'ajouteraient un supplémentaire pour le Territoire du Nord, l'Australie-Occidentale, l'Australie-Méridionale, le Queensland et la Nouvelle-Galles du Sud afin de représenter les territoires isolés. Enfin, un dernier membre serait attribué à la population des Indigènes du détroit de Torrès présente sur le continent,. Environ 900 000 personnes s'identifient comme aborigènes en 2023, sur une population totale d'environ 25 millions d'australiens.
Afin d'être validé, l'amendement doit être voté à la majorité absolue à la Chambre des représentants et au Sénat, puis être soumis à un référendum organisé entre deux et six mois plus tard, et y recevoir une double majorité, c'est-à-dire à la fois la majorité absolue des suffrages exprimés au niveau national, mais aussi dans la majorité absolue des États, soit quatre sur six,,. Le 31 mai, l'amendement est voté à la Chambre par 121 voix pour et 25 contre, puis le 19 juin au Sénat par 52 voix pour et 19 contre,. Le passage de l'amendement au parlement est suivie peu après par la publication d'un sondage donnant pour la première fois une majorité de sondés opposée au projet. Le 30 août, le gouvernement annonce finalement la date du scrutin, fixé au 14 octobre. Une période de vote anticipé est par ailleurs ouverte à partir du 3 octobre pour les électeurs vivant dans des régions isolées.

## Campagne

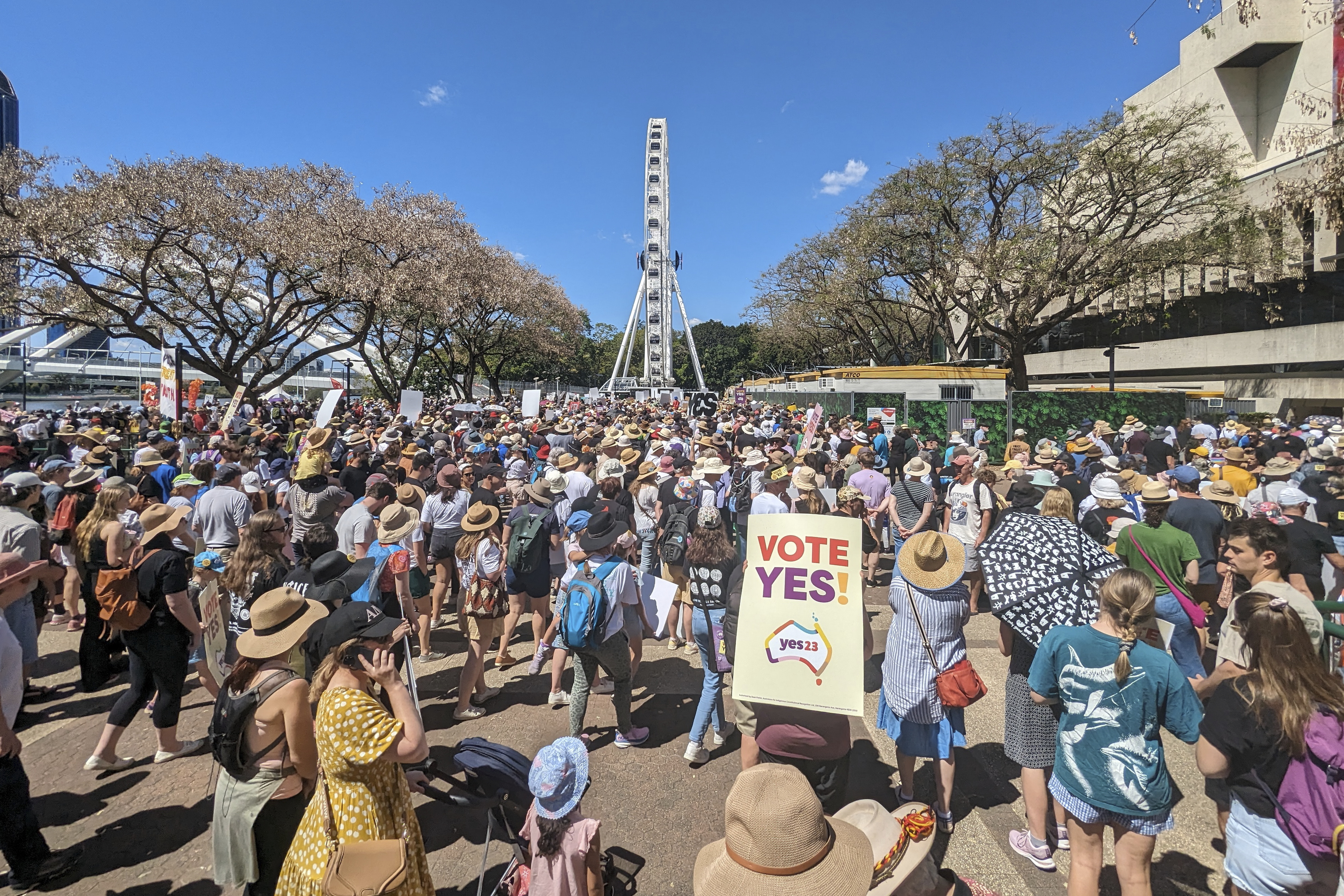
Rassemblement en faveur du Oui à Brisbane le 17 septembre.

Le gouvernement s'engage notamment à mettre en œuvre une campagne d'information afin de répondre aux questions des électeurs, mais sans fournir de financement public aux campagnes « Pour » ou « Contre », observant ainsi une neutralité dans les débats.
Porteur du projet, le Premier ministre Anthony Albanese y apporte évidemment son soutien, de même que les dirigeants travaillistes de l'ensemble des États et Territoires du pays. Pour le Premier ministre, le projet porte sur l' « identité [des Australiens] en tant que nation » et vise à la « réconciliation » et à la « reconnaissance constitutionnelles des peuples des premières nations »,. Les partisans du « Oui » au projet voient dans la réforme un moyen de remédier aux inégalités auxquelles les aborigènes font face, dont notamment un accès moindre aux soins et à l'éducation, une espérance de vie plus faible, et un taux de pauvreté et d'incarcération plus élevé,.

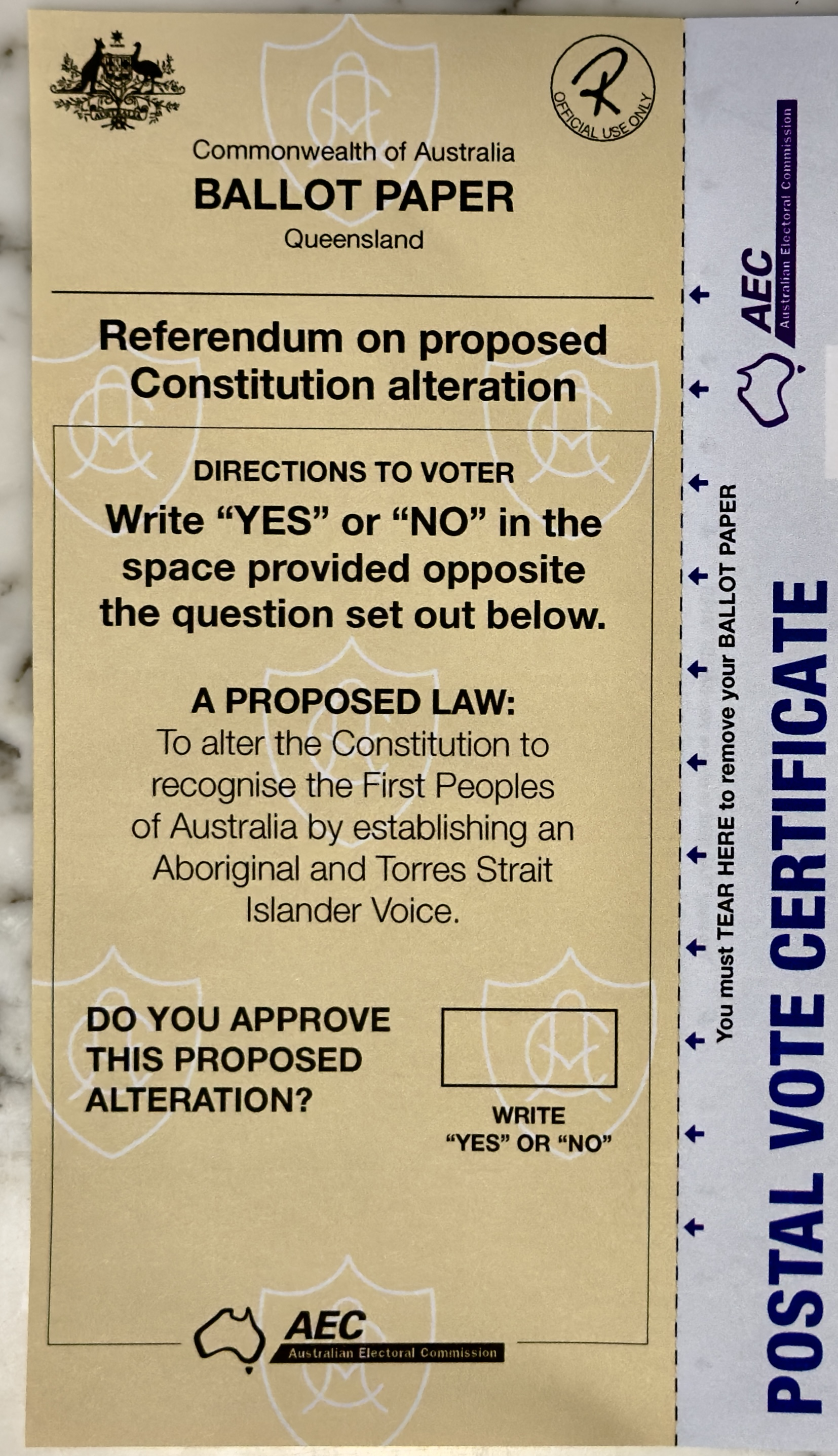
Bulletin de vote utilisé, ici pour un vote postal

Après s'être déclaré favorable au projet en 2019 lorsqu'il était au pouvoir sous le gouvernement Morrison II, mais sous la forme d'une simple législation et non d'un amendement constitutionnel, le Parti libéral dirigé en 2023 par Peter Dutton s'avère divisé sur la question,,. Si son partenaire de Coalition, le Parti national, se prononce contre dès novembre 2022, le Parti libéral ne décide finalement qu'en avril 2023 de faire également campagne contre, jugeant que le projet ne fait que diviser le pays sans apporter de réelle solution aux problèmes auxquels font face les aborigènes. Le Parti libéral laisse cependant ses membres et parlementaires faire campagne et voter selon leur libre conscience tout au long du processus. Cette opposition au projet ne s'applique par ailleurs qu'à la branche fédérale du parti, les branches des États de Tasmanie, d'Australie-Occidentale et de Nouvelle-Galles du Sud décidant quant à elles de faire campagne en faveur du Oui. Peter Dutton s'oppose néanmoins directement au projet, qu'il dénonce comme une division du pays selon des « critères raciaux », où « tous les Australiens [seraient] égaux, mais où certains Australiens [seraient] plus égaux que d'autres »,. Le 3 septembre, cependant, il crée la surprise en promettant — en cas de rejet de la Voix et d'un retour au pouvoir du parti libéral — d'organiser un second référendum sur la reconnaissance du rôle des aborigènes dans l'histoire du pays et la création d'organes de représentation uniquement locaux. 
Le projet soumis à référendum rencontre par ailleurs l'opposition d'une partie des aborigènes, dont plusieurs parlementaires. La sénatrice Lidia Thorpe accuse ainsi la Voix d'être un « organe consultatif impuissant » qui ne viserait qu'à « apaiser la culpabilité des Blancs dans ce pays »,. L'ancien député Warren Mundine l'accuse quant à lui d'« inscrire dans la Constitution une division entre les Australiens selon leur race » lui rappelant la ségrégation raciale qu'il a connue enfant dans les années 1950 et 1960,. La sénatrice Jacinta Nampijinpa Price, issue du peuple aborigène warlpiri du Territoire du Nord, mène campagne contre la Voix à laquelle elle reproche d'une part son caractère flou, le gouvernement ne devant dévoiler qu'après le référendum le détail de ce que cet organe sera en pratique. Elle estime d'autre part qu'une Voix au niveau national ne serait pas représentative, lui préférant des instances représentatives au niveau local. S'il s'affirme en accord avec une partie des arguments de Price, le militant des droits des aborigènes Noel Pearson se positionne parmi les meneurs de la campagne pour le Oui, jugeant que les instances locales ne sauraient être en mesure d'avoir la portée politique de la Voix.

## Sondages

Moyenne lissée des sondages

## Résultats
| Pour                      | 6 286 894  | 39,94 |  |  |
| Contre                    | 9 452 792  | 60,06 |  |  |
|                           |            |       |  |  |
| États pour                | 0          | 4 / 6 |  |  |
|                           |            |       |  |  |
| Votes valides             | 15 739 686 | 99,02 |  |  |
| Votes blancs et invalides | 155 545    | 0,98  |  |  |
| Total                     | 15 895 231 | 100   |  |  |
| Abstention                | 1 776 553  | 10,05 |  |  |
| Inscrits/Participation    | 17 671 784 | 89,95 |  |  |

| Votes Pour (39,94 %) |  |  | Votes Contre (60,06 %) |
| ▲                    |  |  |                        |
| Majorité absolue     |  |  |                        |

## Analyse

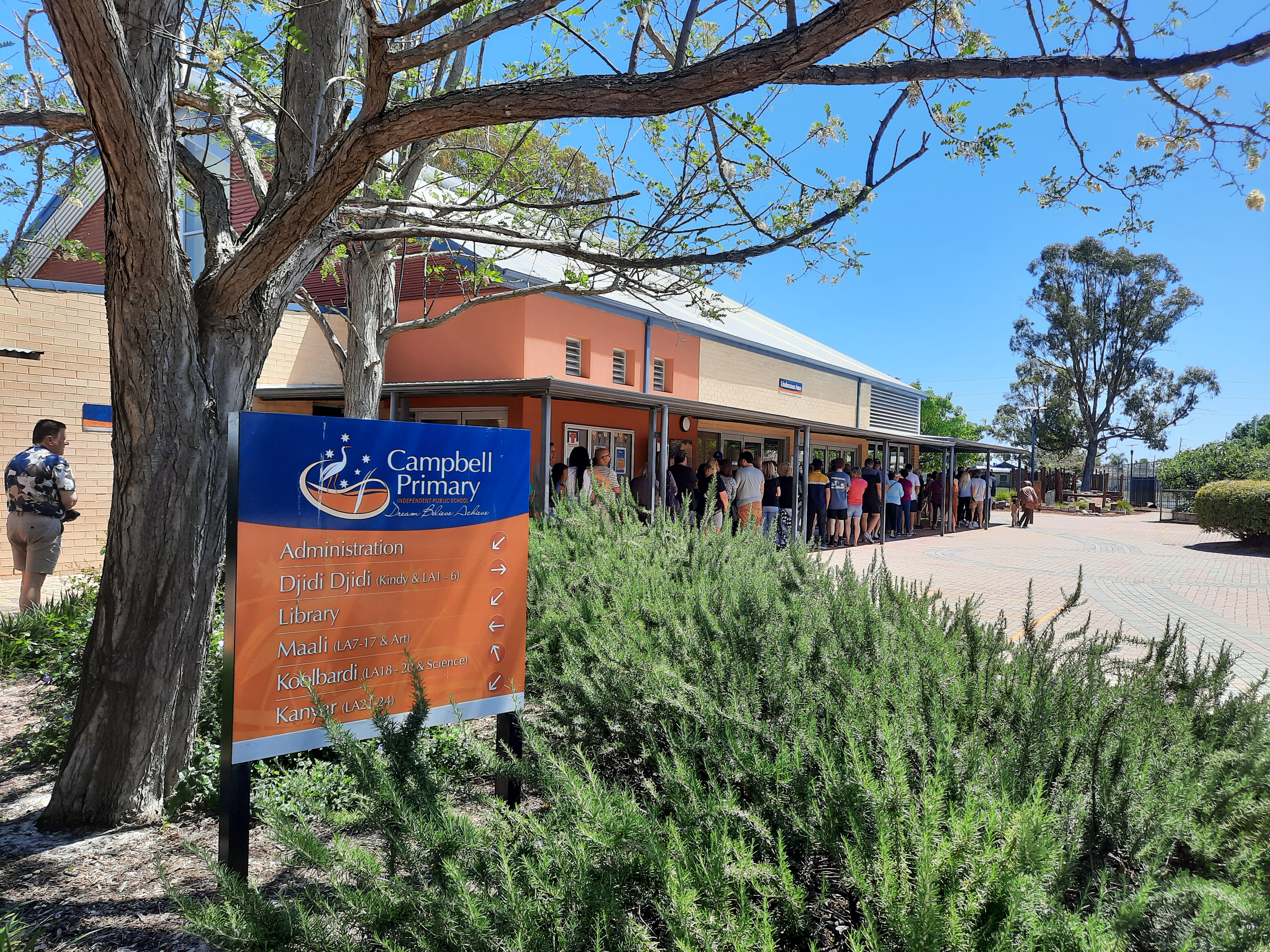
Électeurs faisant la queue pour voter dans la Circonscription de Tangney

Résultat par circonscription électorale

L'amendement ne parvient à recueillir aucune des deux conditions nécessaires à sa validation, les électeurs australiens votant contre à une large majorité d'un peu plus de 60 % des suffrages au niveau national, ainsi que dans chacun des six États.
Seul le Territoire de la capitale australienne exprime une majorité de votes pour, le Territoire du Nord votant quant à lui majoritairement contre. N'ayant pas le statut d’États, les votes de leur population comptent pour le total national, mais leur total respectifs ne sont pas pris en compte pour la double majorité, qui ne prend en compte que les résultats dans chacun des six États australiens.
L'échec du référendum constitutionnel est largement attribué à l'absence de soutien bipartisan, puisque la « Voix » n'avait pas l'appui du Parti libéral, tandis qu'une partie des électorats aborigène et progressiste le jugeait insuffisant. Cette faiblesse a pesé de manière décisive face à une Constitution australienne jugée très difficile à modifier, seuls 8 amendements ayant réussi à obtenir la double majorité des voix et des États sur un total de 45 tentatives depuis son entrée en vigueur en 1901. Les tentatives réussies bénéficiaient chaque fois du soutien combiné du gouvernement et de l'opposition. La Constitution n'a ainsi pas connu de changement depuis 46 ans, le dernier référendum constitutionnel réussi ayant eu lieu en 1977,. Selon une étude de l'université nationale australienne, la plupart des Australiens soutiennent la mise en place de mesures par les autorités pour aider les Aborigènes souffrant de désavantages en raison de l'héritage des politiques passées, mais ne soutiennent pas ce qu'ils perçoivent comme une mesure de « division » qui accorderait des droits différenciés à différents citoyens selon leur appartenance ethnique. L'étude montre également que le citoyen « type » ayant voté « non » vit en milieu rural ou dans une petite ville, est plutôt pauvre, plus âgé que la moyenne, et est issu de l'immigration non-anglophone. L'étude montre, enfin, qu'environ 85 % des Australiens auraient voté « oui » s'il s'était agi simplement de reconnaître officiellement les peuples autochtones dans la Constitution.
Le Premier ministre Anthony Albanese reconnait la défaite du projet au soir du scrutin. Déclarant respecter la décision de la population australienne et le processus démocratique, il promet de continuer à se battre pour réduire les inégalités subies par les indigènes et à promouvoir la réconciliation.
Le chef de l'opposition Peter Dutton appelle quant à lui les électeurs à ne pas se laisser diviser par le résultat. Il réitère sa promesse de mettre en place une commission d’enquête sur les cas de maltraitance d'enfants indigènes ainsi qu'un audit des programmes d'aides afin de mieux cibler les besoins des communautés concernées.
Des représentants d'Aborigènes s'indignent du résultat en participant à une « semaine de silence » , et interprètent son échec comme un rejet massif de la part de la majorité blanche du pays, même si les blancs ont moins voté « non » que les personnes issues de l'immigration non-blanche. Linda Burney, la ministre des Australiens autochtones et elle-même aborigène, décrit le résultat du référendum comme « un jour de tristesse » et promet de continuer à être l'écoute des Aborigènes. À l'inverse, Jacinta Price, aborigène et principale porte-parole de la campagne pour le « non », appelle à ce que ce soient les voix des Aborigènes marginalisés, les Aborigènes pauvres et parfois non-anglophones vivant dans des communautés reculées, qui soient écoutées plutôt « la classe moyenne de l'Australie aborigène » qui, selon elle, ne se préoccupe pas de leurs intérêts.
De même, le militant aborigène Warren Mundine souligne que ceux qui ont voté « oui » sont plutôt les blancs issus des classes moyennes supérieures dans les grandes villes, tandis que les ouvriers, les personnes défavorisées en milieu rural, et les immigrés -surtout les immigrés non-anglophones et dont la langue maternelle n'est pas une langue européenne- ont très majoritairement voté « non ». Les circonscriptions avec une forte présence de musulmans, de bouddhistes ou d'hindous ont massivement voté « non ». Quant aux Aborigènes, plus de 60 % de ceux vivant dans des communautés aborigènes rurales n'ont pas voté, et moins de 30 % des inscrits dans ces communautés ont voté « oui ». Notant que le vote en faveur du « oui » était beaucoup plus fort dans les circonscriptions où vivent très peu d'Aborigènes (moins de 1 %) que dans les circonscriptions contenant une forte population aborigène, il en conclut que les partisans du « oui » ont adopté une approche élitiste et n'ont pas su convaincre les Australiens de milieux modestes, aborigènes ou côtoyant tous les jours des Aborigènes.
L'échec du référendum a par ailleurs pour effet de geler le projet du gouvernement d'en organiser un autre sur le passage de l'Australie à un système républicain en mettant fin à la monarchie.